# Putsch de Liechtenstein de 1939
O Putsch de Liechtenstein de 1939, também conhecido como Putsch de Anexação (em alemão:  Anschlussputsch) foi um golpe de estado malsucedido do Movimento Nacional Alemão em Liechtenstein (Volksdeutsche Bewegung in Liechtenstein; VBDL) destinado a provocar a anexação de Liechtenstein à Alemanha Nazista.

## Prelúdio

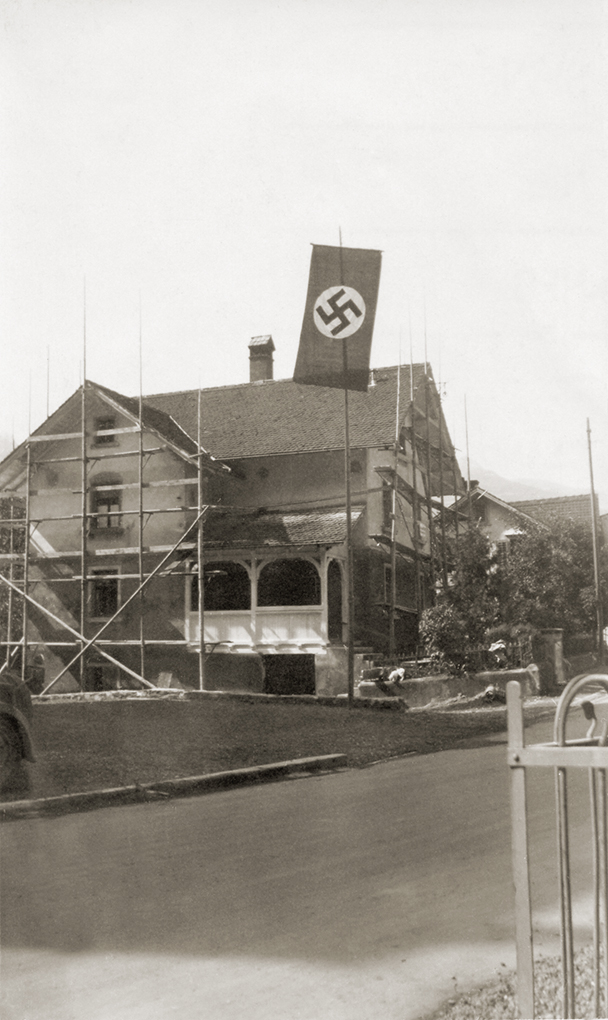
Uma suástica nazista sendo hasteada em Vaduz, por volta de 1938.

Grupos nazistas existiam em Liechtenstein desde 1933, principalmente devido à ascensão da Alemanha Nazista e à introdução de leis antijudaicas no país, o que fez com que Liechtenstein experimentasse um grande aumento de emigrantes judeus para o país.   Como resultado, houve uma agitação antissemita contínua no Liechtenstein ao longo da década de 1930. 
O próprio Movimento Nacional Alemão no Liechtenstein (VBDL) foi formado após o Anschluss da Áustria em 1938, defendendo a integração do Liechtenstein na Alemanha Nazista.  Um slogan associado ao partido, Liechtenstein den Liechtensteinern! (Liechtenstein para os Liechtensteiners!). Isto implicava um populismo radical que ameaçaria a lealdade do povo do Liechtenstein ao príncipe governante do Liechtenstein, Francisco José II.  Seus membros incluíam muitos membros do antigo Serviço da Pátria de Liechtenstein, que foi fundido na União Patriótica em janeiro de 1936. 
Especulou-se que Francisco I deu a regência a Francisco José II em 31 de março de 1938, pois ele não desejava permanecer no controle do principado caso a Alemanha Nazista invadisse, principalmente porque sua esposa Elisabeth von Gutmann era parente judaica.   Em março de 1938, o Partido Cívico Progressista, no poder, e a União Patriótica, da oposição, formaram uma coalizão, atribuindo um número aproximadamente igual de assentos cada, a fim de evitar que o VBDL adquirisse quaisquer assentos no Landtag.  

## Preparação e golpe

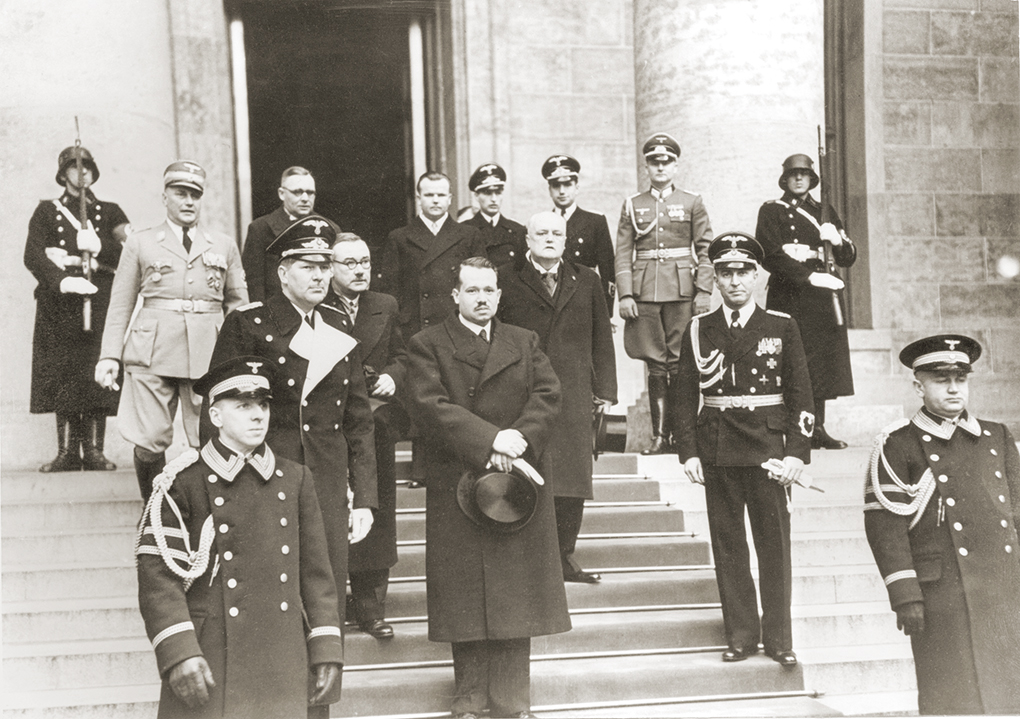
Francisco José II (centro) com membros do governo alemão e de Liechtenstein fora da Chancelaria do Reich em Berlim, 2 de março de 1939.

O plano foi elaborado pelas autoridades nazistas em Feldkirch e pelo líder do VBDL, Theodor Schädler, embora, o que é mais importante, não tenha sido apoiado pelo próprio governo alemão. O plano era que os membros da VBDL marchassem sobre Vaduz e tomassem o controle do governo, o que se esperava causar confrontos entre eles e o governo. As tropas alemãs de Feldkirch passariam então para Liechtenstein após um pedido de ajuda e incorporariam o país à Alemanha.
No final da noite de 24 de março de 1939, durante uma visita de Francisco José II e Josef Hoop a Berlim onde conheceram Adolf Hitler e Joachim von Ribbentrop, aproximadamente 40 membros da VBDL partindo de Nendeln marcharam em direção a Vaduz.   No entanto, diante de Schaan, os opositores reuniram-se para detê-los e foram convencidos a voltar atrás pelo conselheiro governamental Anton Frommelt, que também bloqueou as suas linhas telefônicas.
Os membros do VBDL posteriormente se reuniram fora de Schaan sob a liderança de Theodor Schädler, mas muitos foram impedidos de deixar suas casas por causa dos oponentes. Outros participantes do golpe deveriam fechar a estrada Triesen-Balzers e a ponte Vaduz-Sevelen-Reno na sequência da invasão alemã, embora isso não tenha acontecido porque foi bloqueado pessoalmente por Adolf Hitler após a intervenção do vice-primeiro-ministro Alois Vogt. Em vez disso, os membros do VBDL recorreram à queima de suásticas para provocar a intervenção da Alemanha Nazista.

## Consequências
Após o fracasso do golpe, 36 dos 100 participantes fugiram para Feldkirch e outras 76 pessoas foram presas e interrogadas, sendo cerca de 50 acusadas. Embora por medo da intervenção alemã, todos foram libertados em dezembro de 1939, com a condição de deixarem o Liechtenstein.
Como resultado do golpe, a grande maioria dos judeus que viviam no Liechtenstein fugiu do país, embora a maioria tenha regressado no dia seguinte após o seu fracasso. O golpe foi impopular entre a população em geral do Liechtenstein e criou um grande sentimento de unidade patriótica após ele. Isto fez com que a Associação de Lealdade do Liechtenstein intensificasse as suas operações contra a VBDL e lançasse uma campanha de assinaturas para reafirmar a independência do Liechtenstein. O VBDL foi efetivamente extinto após o golpe até ser reformado por Alfons Goop em 1940. Após o fim da Segunda Guerra Mundial em 1945, doze homens foram levados a julgamento por alta traição pelo golpe, dos quais sete foram condenados. Alois Baltiner, Franz Beck e Josef Frick foram condenados cada um a cinco anos de prisão, Egon Marxer foi condenado a 2,5 anos de prisão e Alois Kindle, Hermann Marxer e Josef Gassner receberam penas suspensas de dois meses cada. Durante a guerra, Batliner serviu na Schutzpolizei, Marxer serviu na Waffen-SS na Frente Oriental.